# Manuel de Sá
Manuel de Sá (Vila do Conde, 1528 — Arona, Milão, 30 de dezembro de 1596) foi um sacerdote jesuíta e escritor português.
Jovem ainda, fez-se jesuíta em Coimbra. Com dezoito ou dezanove anos, já ensinava Filosofia em Gandia (Valência, Espanha), tendo aí sido professor particular do Duque de Gandia, futuro S. Francisco de Borja. Após passar algum tempo em Alcalá de Henares, é chamado para a Itália por Santo Inácio de Loyola, acabando por ser principalmente professor de Sagrada Escritura no Colégio Romano, recentemente fundado. O seu nome aparece associado aos derradeiros momentos de Santo Estanislau Kostka.
Distinguiu-se sobretudo como teólogo e biblista, mas dedicou-se também à pregação e fundou inclusive algumas casas da Companhia no Norte da Itália. Como biblista, deixou o seu nome ligado às edições da Vulgata e dos Setenta Discípulos. 

## Obra
Escreveu três obras notabilíssimas, repetidamente editadas nos centros mais cultos da Europa ao longo do século XVII: Scholia in Quatuor Evangelia , Notationes in totam Scripturam Sacram e Aphorismi Confessariorum . 
Esta última, aquela em que mais tempo trabalhou e que mais sucesso mereceu, teve uma edição em Tóquio em 1603. Em tradução francesa, foi editada quatro vezes.
As obras de Manuel de Sá, que se assinalam em bibliotecas europeias, americanas e até da Ásia, podem ser consultadas, por exemplo, Biblioteca Pública de Braga e na de Évora. Na Biblioteca Pública Municipal do Porto, existem as Notationes in totam Scripturam Sacram e os Aphorismi Confessariorum. O exemplar das Notationes é de 1598 e está muito bem conservado; dos Aphorismi existem dois exemplares. Estas obras vêm atribuídas a «Emanuel Sa», que é a forma latinizada do seu nome. Outros escrevem «Emmanuel Sa». 
Quer nas Notationes quer nos Aphorismi, o autor adopta um plano de exposição muito simples e eficaz. 
A primeira destas obras alonga-se por um pouco mais que 550 páginas. Além das anotações livro a livro da Bíblia, no fim, são acrescentados dois índices, um de «frases da Escritura em ordem alfabética» e outro de «algumas sentenças selectas da Escritura em ordem alfabética». No primeiro caso trata-se apenas de expressões, no segundo propriamente de frases.
Os Aphorismi, que vão um pouco além das 400 páginas, apresentam-se num formato pequeno, de bolso, podia-se dizer, e as variadas matérias estão dispostas como nas enciclopédias, por entradas ordenadas alfabeticamente. A palavra «aforismo» tem no livro pouco a ver com o sentido que hoje lhe damos.
Em português, encontra-se desenvolvida informação sobre este autor na Biblioteca Lusitana de Diogo Barbosa Machado e na Grande Enciclopédia Portuguesa e Brasileira.